# Katharina (patiente de Freud)
Katharina, dont le vrai nom est Aurélie Oehm-Kronich, est un cas étudié par Sigmund Freud, qu'il rapporte dans les Études sur l'hystérie (1895), livre écrit avec Joseph Breuer.

## Histoire
L'identité de la jeune femme a été découverte par Peter Swales, en 1988. Aurélie Oehm-Kronich, née le 9 janvier 1875 à Vienne et morte le 3 septembre 1929 à Reichenau, est le troisième cas décrit par Freud dans ses Études sur l'hystérie. Freud est sollicité par la fille de son aubergiste, durant ses vacances sur la Rax, dans les Alpes autrichiennes. Il relate cette consultation à Wilhelm Fliess dans une lettre datée du dimanche 20 août 1893.
La symptomatologie de la jeune femme était des sensations d'étouffement, accompagnées de la vision d'un visage effrayant. À défaut de pouvoir tenter un traitement par l'hypnose, Freud procède alors à ce qu'il appelle une simple conversation. S'appuyant sur un autre cas résolu, Freud fait l'hypothèse d'un lien entre ces symptômes et des éléments en lien avec la sexualité, il envisage qu'elle a dû voir ou entendre quelque chose qui l'a gênée. À ses sollicitations, Katharina indique qu'elle a surpris son oncle avec sa cousine Franzizka, et qu'elle avait elle-même été sollicitée sexuellement par cet oncle, quelques années auparavant. Freud indique que les symptômes de conversion dont il constate la présence dans le récit de la jeune femme ne sont pas liés à la scène dont elle a été témoin, mais sont en lien avec le souvenir réveillé par cette scène. 
Une note ajoutée en 1924 rectifie la réalité, indiquant que la personne impliquée dans la tentative de séduction était en réalité le père de Katharina et non son oncle.